# Пори
 Тази статия е за града във Финландия.  За селото в Гърция вижте Пори (дем Дион-Олимп).  
По̀ри (на фински: Pori; на шведски: Björneborg – Бьорнебори ≈ Мечи град) е град и община в западната част на Финландия, главен град на област Сатакунта в провинция Западна Финландия.
Основан е през 1558 г. Считан е за крепост на Финландската социалдемократическа партия.

## География
Градът заема територия от 511,88 км², от които 8,71 км² са вода. Центърът на града е разположен на около 15 км от брега на Ботническия залив, на естуара на река Кокимяеньоки.
С население от 82 868 жители (по данни от 10.03.2010 г.) е на 10-то място във Финландия. Плътността на населението е 151,4 жители/км².
В езиково отношение насалението е почти еднородно – фински говореща. За повече от 98 % от жителите роден език е финският, шведски говорещото население е около 0,5 %, останалите жители говорят арабски, френски, немски, руски. В града има шведско училище и шведски културен клуб.

## Забележителности
- Неоготическият мавзолей „Юселиус“, разположен в гробището Капара в центъра на Пори, е бил построен през 1903 г. от заможния индустриалец Ф.A. Юселиус за дъщеря му, починала едва на 11 години. Мавзолеят, чийто архитект е Йозеф Щенбек, първоначално бил украсен с фрески, но те по-късно били унищожени и пак изрисувани.
- Пори е известен преди всичко с пясъчния плаж Юютери и с домакинството на годишния международен джаз фестивал „Пори джаз“.

## Любопитно
- Астероидът „1499 Пори“ е наименуван на града от откривателя му финландския астроном Юрьо Вяйсяля.

## Личности
Родени в Пори
- Анти Аарне (1867 – 1925), фолклорист
- Аксели Гален-Калела (1865 – 1931), художник

## Побратимени градове
- Макон (Франция), Франция
- Пошгрун, Норвегия
- Сундсвал, Швеция